# Промышленный персональный компьютер
Промышленный персональный компьютер (Промышленный ПК, англ. Industrial PC, IPC) — персональный компьютер, предназначенный для работы в рамках промышленного производственного процесса на предприятии.
От обычных ПК отличается конструкцией (которая вследствие размещения вблизи работающего оборудования учитывает требования к средствам вычислительной техники работающим в неблагоприятных условиях — повышенную вибрацию, загрязненную атмосферу, повышенную влажность, повышенную или пониженную температуры) и устройствами сопряжения со специфическими периферийными устройствами (различные сканеры, панели оператора и прочие устройства человеко-машинного интерфейса).
Промышленный ПК часто выпускается в виде IBM PC-совместимого компьютера с архитектурой x86, совместимого с большинством программного и аппаратного обеспечения обычных ПК.
Промышленные ПК являются готовыми, серийными, коммерчески-доступными изделиями.
В английском языке rugged PC обозначает персональный компьютер, предназначенный для работы в тяжёлых условиях (но не для военных целей), и распространняется не только на настольный компьютер, но и ноутбук.
В русскоязычной терминологии продукции Siemens, промышленный компьютер обозначается PC, устройство промышленного исполнения предназначенное для сервисного обслуживания установки, возможно с использованием ПО автоматизации процесса или программированием проекта обычно называется «программатором» (PG), а компьютер(ноутбук)-программатор, PC/PG соответственно.

## Производители

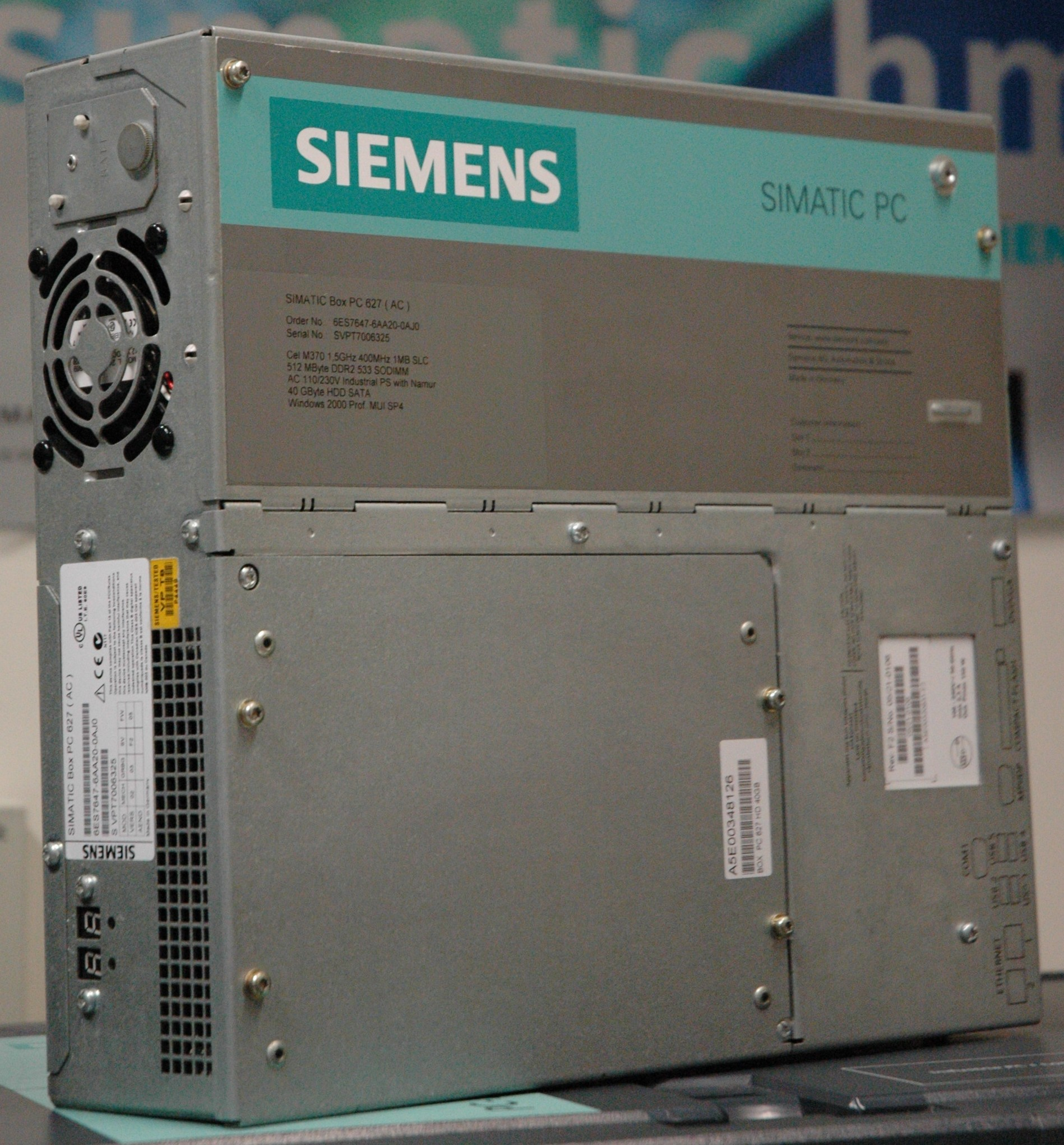
Промышленный ПК Siemens SIMATIC Panel PC

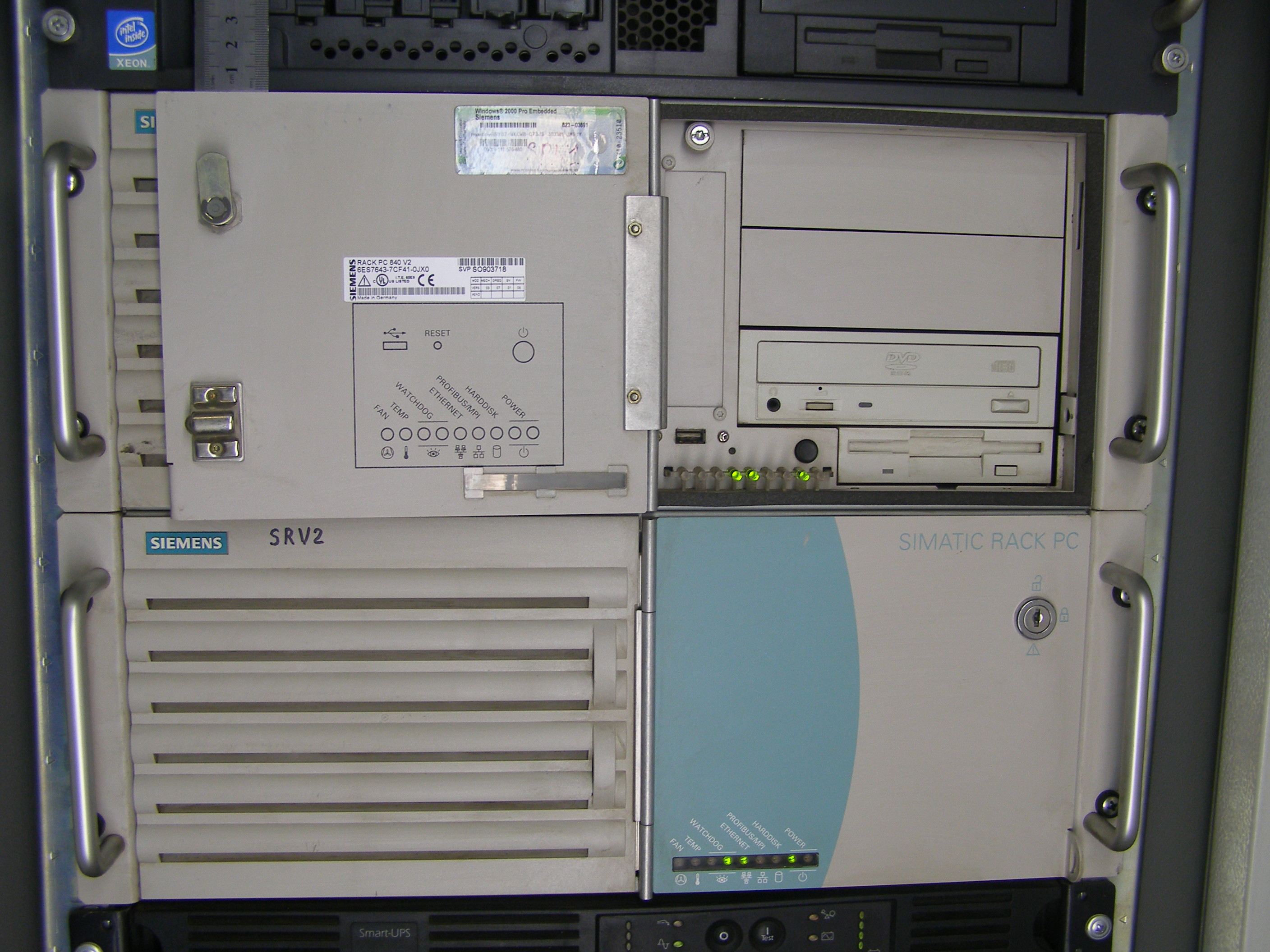
Промышленные ПК Siemens SIMATIC Rack PC 840 V2

- AT Electronic and Communication International
- Axiomtek
- B&R
- Beckhoff
- Kontron
- Korenix
- Neousys
- Phoenix Contact
- Siemens AG
- ads-tec
- Panasonic Toughbook
- TQ-Components
- WAGO
- ASRock